# Annali del Caffaro
Gli Annali del Caffaro (o Annali Genovesi) sono degli importanti documenti storici che costituiscono la storia delle origini comunali della città di Genova dal 1099 al 1293; in essi, come in ogni grande tradizione, tale storia trova la sua fondatezza. 
Gli Annali, o Annales (dalla lingua latina nella quale furono scritti), prendono il nome dal loro iniziatore, Caffaro di Rustico da Caschifellone, storico e console della Repubblica di Genova, ma anche marinaio e diplomatico, originario della Val Polcevera. 
Caffaro inizia a scrivere su libera iniziativa; in seguito — per volere dei Consoli che reggevano la città — furono conservati in un archivio pubblico; la sua opera fu poi proseguita da vari cronisti fino alla conclusione di Jacopo Doria che riferisce degli eventi a tutto il 1293.
Il lavoro di raccolta di documenti storici — riuniti in Atti — che testimonino gli eventi riguardanti Genova è svolta, in tempi moderni, dalla Società Ligure di Storia Patria.

## Fra cronaca e storia
Gli Annali, vera e propria cronistoria cittadina, iniziarono con il racconto delle vicende personali di Caffaro in Terrasanta, e solo nel 1152 ebbero una loro ufficialità, con l'approvazione da parte dei consoli.
Una traduzione dal latino degli "Annales" del Caffaro venne ordinata nel 1908 dal comune di Genova al poeta ligure Ceccardo Roccatagliata Ceccardi, che curiosamente abitava in via Caffaro, strada cittadina intitolata all'importante storico; questa commissione tuttavia non sarebbe mai stata pagata.
Nati per testimoniare, oltre alle imprese del Caffaro stesso, anche i successi della città — costretta, data la sua posizione strategica nel Mediterraneo, ad avere rapporti con culture, religioni e uomini di diverse etnie — gli annali riportano la prima notizia che si ha (1098) della costituzione a Genova della Compagna Comunis, una sorta di Comune ante literam retta da consoli eletti dal popolo.
Un periodo storico in cui alla formazione di un Comune forte e potente, ugualmente interessati erano i contadini, i quali nel frattempo si erano avvicinati alla città, e le ricche famiglie di mercanti già allora presenti sul territorio.

## Gli autori
Come già detto il primo autore è stato Caffaro di Rustico da Caschifellone, la cui opera viene proseguita da diversi. Per volere dei consoli la copiatura viene affidata a Guglielmo Colomba. Questo testo verrà ripreso da altri autori, i quali diranno di aver scritto su incarico dei magistrati cittadini, consoli o Podestà (medioevo). Dopo Caffaro e Oberto Cancelliere che riportano le cronache rispettivamente tra il 1099 e il 1163 e tra il 1164 e il 1173, prosegue a raccontare le vicende della città tra il 1174 e il 1196 Ottobono Scriba. Infine Iacopo Doria modificherà e proseguirà gli Annali per concluderli alla fine del XIII secolo.

## Importanza storica e valore letterario
La fondazione della Compagna Comunis era coincisa con i successi militari dei genovesi alla prima crociata, e nel Tirreno contro i Mori, e tutti questi eventi, uniti evidentemente ad altri, erano in grado di agire da stimolo per un'operazione che alla fine si rivelerà più interessante dal punto di vista storico che da quello strettamente letterario, peraltro di rilievo non indifferente.
Il Caffaro, persona di stimata rettitudine, scrisse nei suoi Annali solo di cose di cui sapeva e che pare abbia vissuto in prima persona essendo stato egli stesso console e per questo grande conoscitore dei meccanismi politici e commerciali della sua città, così come conosceva evidentemente altrettanto bene quelle di altri stati amici o avversari.
Caffaro ha avuto il grande pregio di sviluppare nei suoi scritti il carattere e le diversità di Genova e dei genovesi (quelle genti diverse cantate da Dante nella Commedia).
Lo scopo principale della sua opera non fu solo quello di porre tali diversità a confronto con le caratteristiche di altre Città-Stato alleate della Superba (con cui condividevano politica e commercio), ma anche quello di tentare di conservare la memoria storica di un periodo — ma questo Caffaro probabilmente non poteva prevederlo — unico e irripetibile.
Caffaro scrisse anche una Storia della presa di Almeria e Tortosa e un volume su La liberazione delle città di Oriente, imprese alle quali partecipò egli stesso.